# UFC Fight Night: Machida vs. Muñoz
UFC Fight Night: Machida vs. Muñoz (también conocido como UFC Fight Night 30) fue un evento de artes marciales mixtas celebrado por Ultimate Fighting Championship el 26 de octubre de 2013 en el Phones 4u Arena en Mánchester, Reino Unido.

## Historia
El evento fue transmitido por Fox Sports 2.
Robert Whiteford fue el primer peleador escocés en entrar al octágono de UFC. También se esperaba que el evento fuera encabezado por un combate de peso medio entre los principales contendientes Michael Bisping y Mark Muñoz. Sin embargo, el 27 de septiembre, Bisping se retiró de la pelea por un desprendimiento de retina y fue reemplazado por Lyoto Machida.
Se esperaba que Tom Watson se enfrentara a Alessio Sakara en este evento. Sin embargo, Watson tuvo que retirarse debido a una lesión y fue reemplazado por Magnus Cedenblad. Posteriormente, a principios de octubre, Cedenblad fue obligado a salir de la pelea con Sakara por una lesión y fue reemplazado por el debutante Nicholas Musoke.
Se esperaba que Paul Taylor se enfrentara a Anthony Njokuani en este evento. Sin embargo, Taylor se vio obligado a retirarse debido a una lesión y fue reemplazado por Al Iaquinta. El 24 de septiembre, Njokuani también se retiró del evento por una lesión. Iaquinta se enfrentó a Piotr Hallmann.

## Premios extra
Cada peleador recibió un bono de $50,000.
- Pelea de la Noche: Luke Barnatt vs. Andrew Craig
- KO de la Noche: Lyoto Machida
- Sumisión de la Noche: Nicholas Musoke